# Kreuzbergkapelle (Tiefenbach)

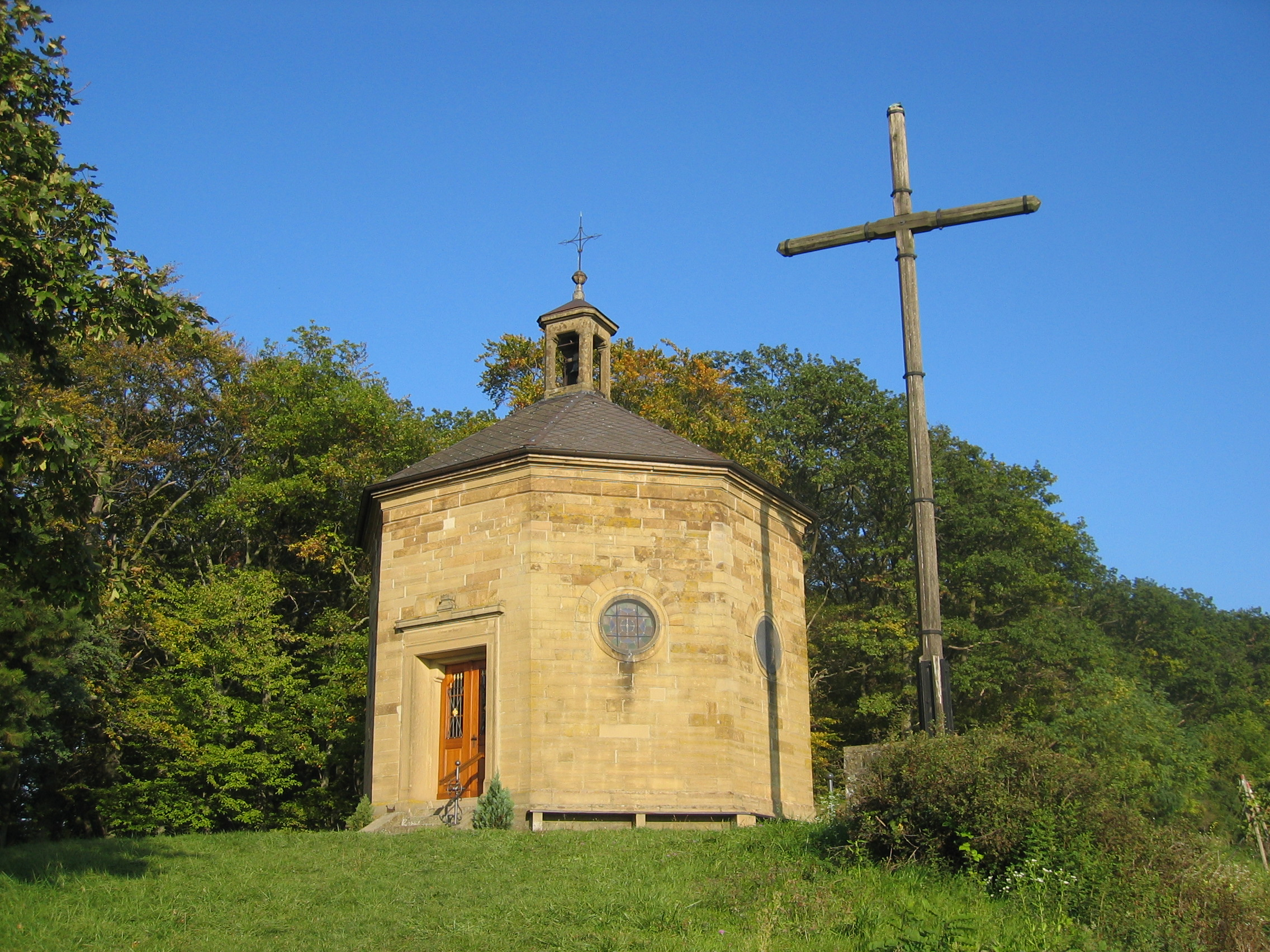
Kreuzbergkapelle in Tiefenbach mit Ostlandkreuz

Die Kreuzbergkapelle ist eine römisch-katholische Kapelle in Tiefenbach, einem Teilort der Stadt Östringen im Landkreis Karlsruhe.

## Beschreibung
Die Kapelle befindet sich in 270 Meter über NN auf dem Kreuzberg, der höchsten Erhebung der Ortsgemarkung. Sie ist aus örtlichem Sandstein in neoromanischem Stil auf einem oktagonalen Grundriss erbaut. Ihr schiefergedecktes Dach bekrönt ein aufgesetztes steinernes Glockentürmchen.

## Geschichte
Der Wunsch nach einer Kapelle auf dem Kreuzberg bestand ungefähr seit der Errichtung der Michaelskapelle im nahen Eichelberg im Jahr 1747. Allerdings dauerte es noch über 120 Jahre, bis der Tiefenbacher Pfarrer Michael Stang die Initiative ergriff und das Ordinariat in Freiburg um eine Baugenehmigung und die Gemeinde um die Bereitstellung eines Bauplatzes auf dem Kreuzberg bat. Stangs Bitten wurde stattgegeben, so dass am 14. Juli 1872 der Grundstein für die Kapelle gelegt werden konnte. Die Kapelle wurde in Eigenleistung der Tiefenbacher Bürgerschaft erbaut, die viele Fuhren Baumaterial aus den umliegenden Steinbrüchen herbeibrachten und bei allen Gewerken selbst Hand anlegten. Bereits am 29. September 1872 konnte die Kapelle „Zur Erhöhung des heiligen Kreuzes und zur schmerzhaften Muttergottes“ geweiht werden. Die Schwester von Pfarrer Stang stiftete im selben Jahr das nach ihr benannte Angelika-Glöckchen, das bis heute im Glockentürmchen erklingt.
1934 wurde ein Kreuzweg vom Ort zur Kapelle angelegt. Zum Zweck der Sanierung der Kapelle gründete sich 2002 der Heimatverein 2002 Tiefenbach, der das Bauwerk und den Kreuzweg in den nachfolgenden elf Jahren umfassend saniert hat. Die Arbeiten umfassten die Erneuerung von Eingangstür, Glockentürmchen, Altargitter und Fußboden der Kapelle.